# Вбивство Жана Жореса

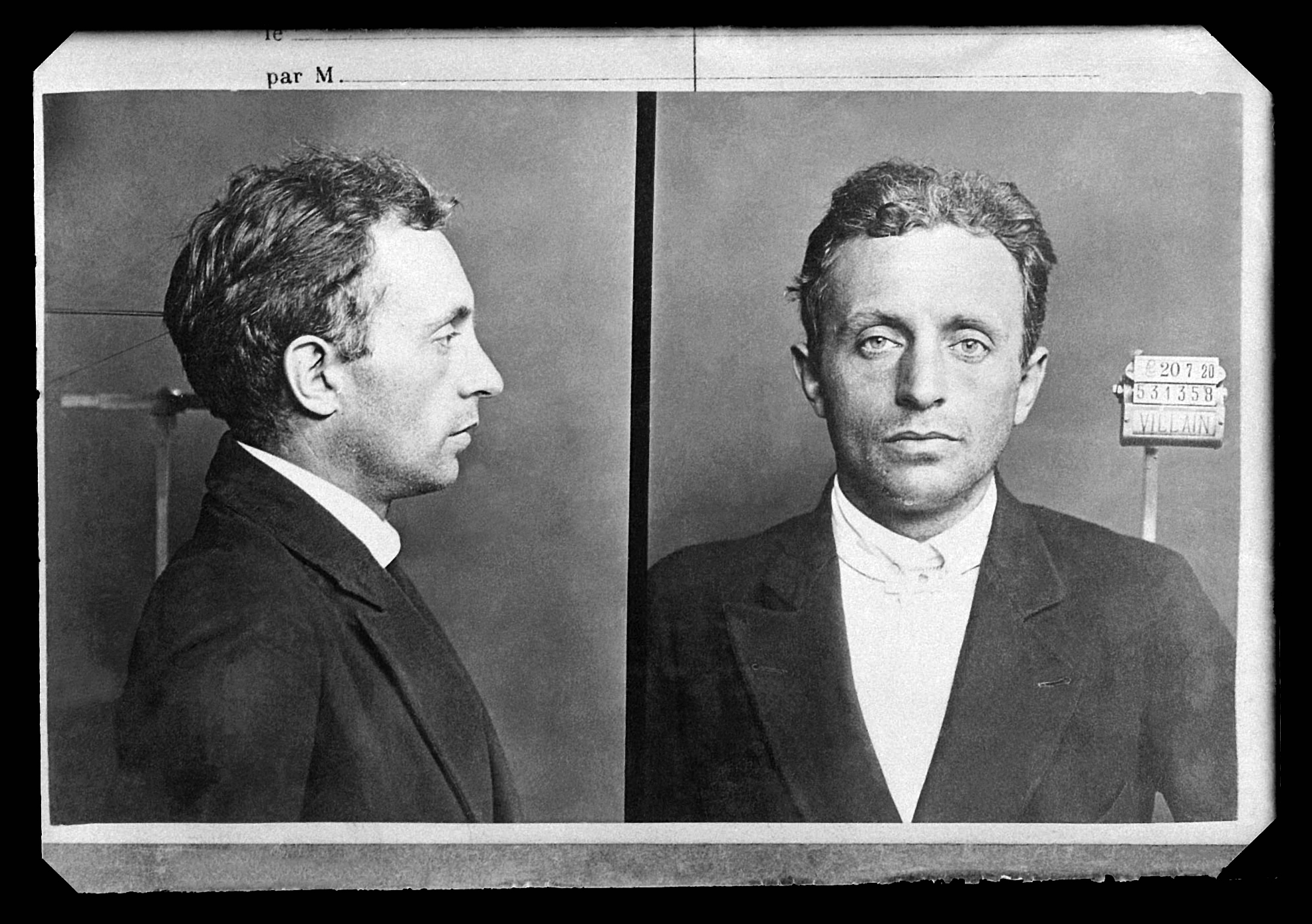
Рауль Віллен, фото поліції після арешту.

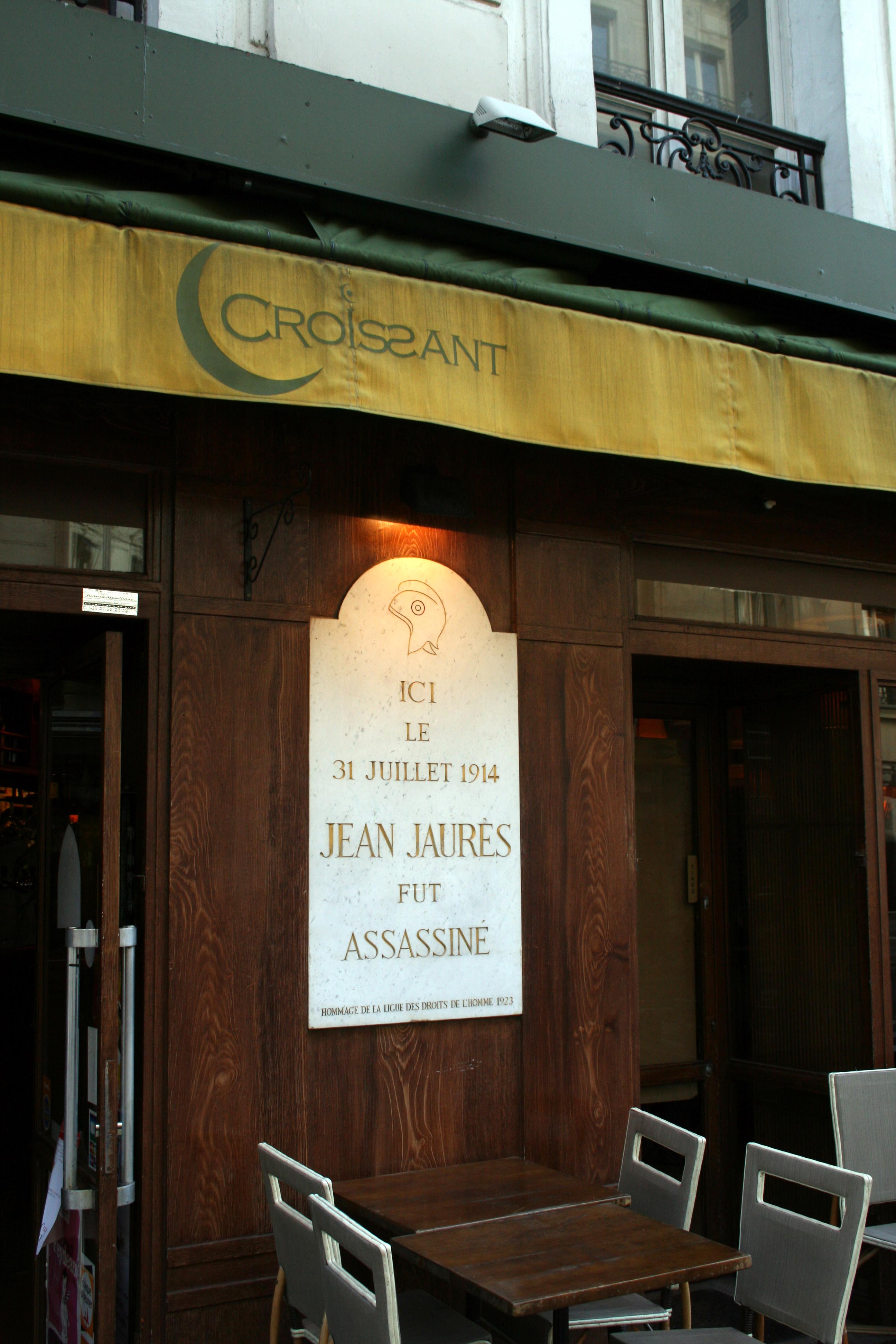
Пам'ятна дошка в кафе «А Сеоссан» : «Тут, 31 липня 1914 року, було вбито Жана Жореса».

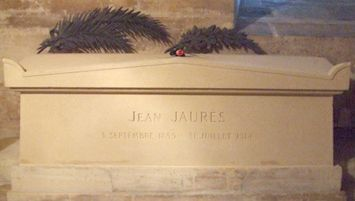
Гробниця Жана Жореса в паризькому Пантеоні.

Вбивство Жана Жореса, впливового французького соціаліста та пацифістського політика, сталося в тому, що зараз називається Le Bistrot du Croissant (146 rue Montmartre) у Парижі, через три дні після початку Першої світової війни, 31 липня 1914 року о 21:30. Вбивця, Рауль Віллен, якого судили та виправдали після  закінчення війни у 1919 році, двічі вистрілив у нього.
Ця подія поклала край соціалістичним зусиллям зупинити майже неминучу війну. Більшість французьких лівих, які раніше виступали проти неминучого конфлікту, приєдналися до патріотичного Священного Союзу, включаючи багатьох профспілкових діячів та членів Французької секції Робітничого Інтернаціоналу.
Подальше виправдання Рауля Віллена в 1919 році прискорило кінець цього руху, а перенесення праху Жореса до Пантеону в Парижі в 1924 році ознаменувало новий політичний розкол лівих сил між комуністами та соціалістами.